# 2002 في البحرين
فيما يلي قوائم الأحداث التي وقعت خلال عام 2002 في البحرين.

## رياضة
- 1 يناير – الدوري البحريني الممتاز 2001–02
- 1 يناير – كأس الأمير لكرة القدم 2002
- 1 يناير – كأس ولي العهد البحريني لكرة القدم 2002 الفائز نادي الرفاع.

## موسيقى

### ألبومات
من الألبومات التي صدرت هذه السنة في البحرين:
- 1 يناير – يا أخي اسأل من غناء أصالة نصري.

## مواليد

### مايو
- 15 مايو – حلا الترك مغنية بحرينية.